# Cyd Strittmatter
Cyndi „Cyd“ Strittmatter ist eine US-amerikanische Schauspielerin, die überwiegend in einzelnen Episoden verschiedener US-amerikanischer Fernsehserien mitspielt.

## Leben
Über Strittmatters Privatleben und ihre Ausbildung ist wenig bekannt. 1978 trat sie in einer Ausgabe der Fernsehshow Card Sharks auf. 1987 debütierte sie in einer Episode der Fernsehserie Cheers als Schauspielerin. In den nächsten Jahren folgten viele Besetzungen als Episodendarstellerin in verschiedenen Fernsehserien. 1990 folgte in Fear – Todesangst erstmals eine Rolle in einem Spielfilm. 1997 gehörte sie zur Besetzung des Kinofilms Vergessene Welt: Jurassic Park. Dennoch trat sie weitestgehend in Episodenrollen auf. Von 2018 bis 2019 verkörperte sie in der Fernsehserie General Hospital die Rolle der Schwester Kay.

## Filmografie
- 1987: Cheers (Fernsehserie, Episode 6x08)
- 1989: Die Schöne und das Biest (Beauty and the Beast) (Fernsehserie, Episode 2x07)
- 1990: Zurück in die Vergangenheit (Quantum Leap) (Fernsehserie, Episode 2x22)
- 1990: Fear – Todesangst (Fear)
- 1990: Unter der Sonne Kaliforniens (Knots Landing) (Fernsehserie, Episode 12x07)
- 1992: Full House (Fernsehserie, Episode 6x01)
- 1994: On Our Own (Fernsehserie, Episode 1x12)
- 1996: Pretender (Fernsehserie, Episode 1x06)
- 1997: Party of Five (Fernsehserie, Episode 3x21)
- 1997: Vergessene Welt: Jurassic Park (The Lost World: Jurassic Park)
- 1997: Murder One (Fernsehserie, Episode 2x14)
- 1997: Steel – Der stählerne Held (STEEL)
- 1998: Ellen (Fernsehserie, Episode 5x14)
- 1999: G vs E (Fernsehserie, Episode 1x04)
- 1999: Seven Days – Das Tor zur Zeit (Seven Days) (Fernsehserie, Episode 2x04)
- 2000: Lost Souls – Verlorene Seelen (Lost Souls)
- 2000: Alabama Dreams (Fernsehserie, Episode 3x10)
- 2000: Eine himmlische Familie (7th Heaven) (Fernsehserie, Episode 5x06)
- 2001: Diagnose: Mord (Diagnosis Murder) (Fernsehserie, Episode 8x12)
- 2001: The West Wing – Im Zentrum der Macht (The West Wing) (Fernsehserie, Episode 3x01)
- 2001: Crossruff (Kurzfilm)
- 2001: Für alle Fälle Amy (Judging Amy) (Fernsehserie, Episode 2x11)
- 2001–2002: Boston Public (Fernsehserie, 2 Episoden)
- 2002: The Tick (Fernsehserie, Episode 1x08)
- 2002: Leap of Faith (Fernsehserie, Episode 1x03)
- 2002: Akte X – Die unheimlichen Fälle des FBI (The X-Files) (Fernsehserie, Episode 9x16)
- 2002: The Agency – Im Fadenkreuz der C.I.A. (The Agency) (Fernsehserie, Episode 2x09)
- 2003: Nip/Tuck – Schönheit hat ihren Preis (Nip/Tuck) (Fernsehserie, Episode 1x07)
- 2004: Crossing Jordan – Pathologin mit Profil (Crossing Jordan) (Fernsehserie, Episode 3x04)
- 2004: Keine Gnade für Dad (Grounded for Life) (Fernsehserie, Episode 5x08)
- 2005: The Good Humor Man
- 2005: The Shield – Gesetz der Gewalt (The Shield) (Fernsehserie, Episode 4x07)
- 2005: Für alle Fälle Amy (Judging Amy) (Fernsehserie, Episode 6x21)
- 2006: Bones – Die Knochenjägerin (Bones) (Fernsehserie, Episode 1x21)
- 2007: Eyes (Fernsehserie, Episode 1x07)
- 2007: Close to Home (Fernsehserie, Episode 2x14)
- 2007: Monk (Fernsehserie, Episode 6x07)
- 2007: Weeds – Kleine Deals unter Nachbarn (Weeds) (Fernsehserie, Episode 3x09)
- 2007: Back to You (Fernsehserie, Episode 1x06)
- 2008: Navy CIS (NCIS) (Fernsehserie, Episode 5x12)
- 2008: CSI: Vegas (CSI: Crime Scene Investigation) (Fernsehserie, Episode 9x07)
- 2009: Trust Me (Fernsehserie, Episode 1x02)
- 2009: Terminator: The Sarah Connor Chronicles (Fernsehserie, Episode 2x15)
- 2011: The Mentalist (Fernsehserie, Episode 3x14)
- 2011: Criminal Minds: Team Red (Criminal Minds: Suspect Behavior) (Fernsehserie, Episode 1x02)
- 2011: L.A. Noire (Videospiel)
- 2011: The Bling Ring (Fernsehfilm)
- 2012: American Horror Story – Asylum (Fernsehserie, Episode 2x09)
- 2014: True Blood (Fernsehserie, Episode 7x07)
- 2014: Gone Girl – Das perfekte Opfer (Gone Girl)
- 2014: Navy CIS: New Orleans (NCIS: New Orleans) (Fernsehserie, Episode 1x06)
- 2015: The Breakup Girl
- 2015: American Horror Story – Hotel (Fernsehserie, Episode 5x04)
- 2016: The Curse of Sleeping Beauty – Dornröschens Fluch (The Curse of Sleeping Beauty)
- 2016: Bones – Die Knochenjägerin (Bones) (Fernsehserie, Episode 11x12)
- 2016: The Last Ship (Fernsehserie, Episode 3x04)
- 2017: Colony (Fernsehserie, Episode 2x09)
- 2017: Phoenix Forgotten
- 2017: Village People
- 2018: Get Shorty (Fernsehserie, Episode 2x08)
- 2018–2019: General Hospital (Fernsehserie, 7 Episoden)
- 2020: Good Girls (Fernsehserie, Episode 3x06)
- 2020: Hollywood Fringe